# Катафот

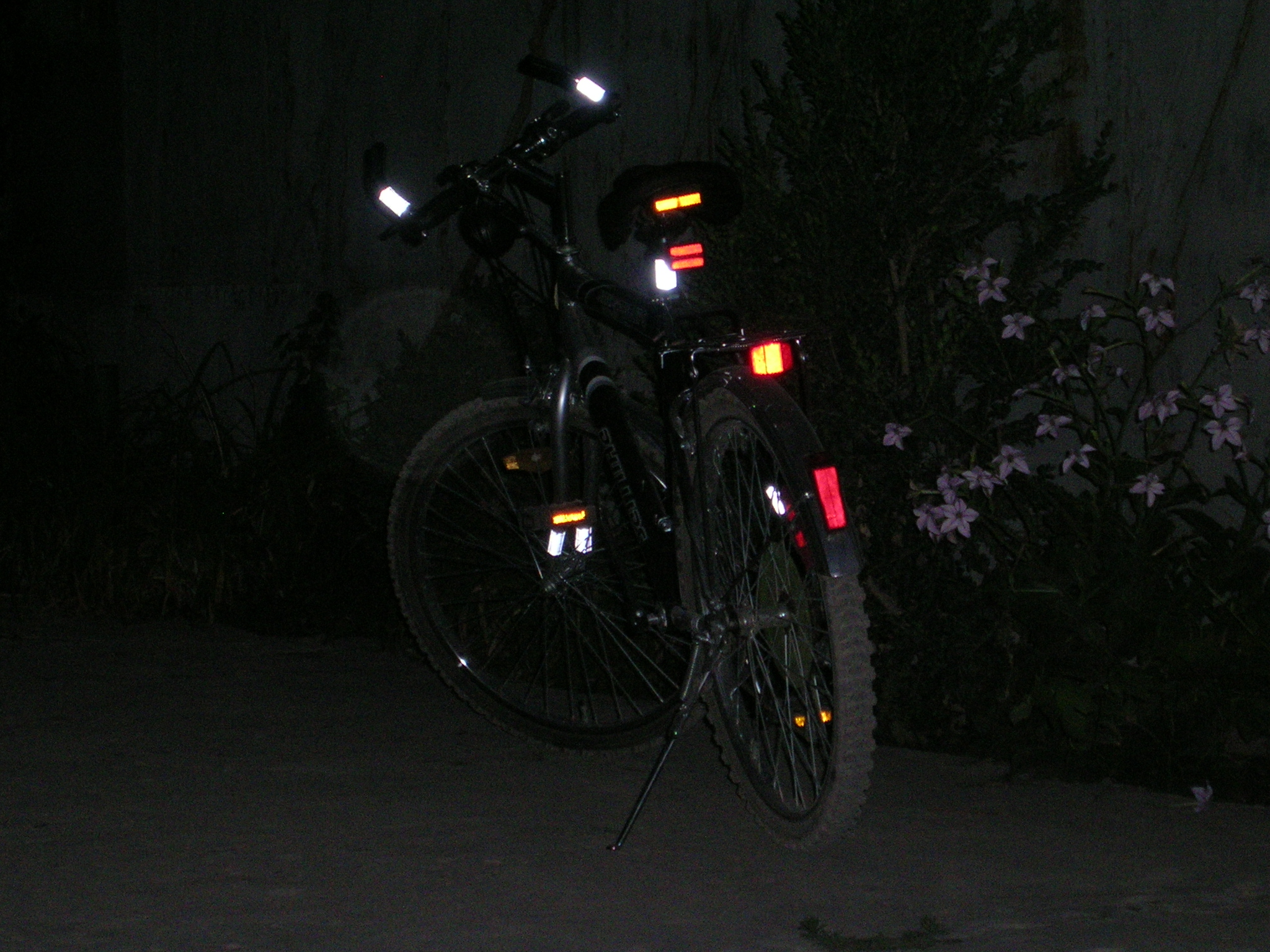
світловідбивачі (катафоти) жовтого, червоного кольорів та світловідбиваючий матеріял білого кольору на велосипеді при світлі спалаху.

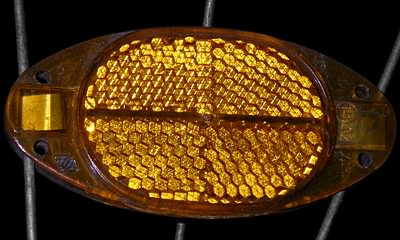
Катафот, встановлений на спицях велосипедного колеса.

Катафо́т[а] (дав.-гр. κατα- — «назад; вниз» + дав.-гр. φως, fos — «світло») — прилад для покращення розпізнавання об'єктів при поганому освітленні, підвищує безпеку перевезень, застосовується в будівництві доріг і транспорті. Місцем винайдення катафота прийнято вважати Велику Британію.

## Принцип дії
Катафот є оптичним ретрорефлектором, побудованим з використанням властивостей кутового відбивача.
Найчастіше катафоти застосовують у велосипедах та автотранспорті для позначення габаритів.
Світловідбивач чи оптичний пристрій, що відбиває світло назад до джерела освітлення, незалежно від кута падіння променів на його поверхню. Ним оснащують усі транспортні засоби та небезпечні ділянки доріг. Катафоти виготовляють зі скла чи пластмаси.